# Branchiostegus japonicus
Branchiostegus japonicus is een straalvinnige vissensoort uit de familie van tegelvissen (Malacanthidae). De wetenschappelijke naam van de soort is voor het eerst geldig gepubliceerd in 1782 door Houttuyn.
De soort staat op de Rode Lijst van de IUCN als niet bedreigd, beoordelingsjaar 2009.